# جائزة ريو دي جانيرو الكبرى للدراجات النارية 2004
جائزة ريو دي جانيرو الكبرى للدراجات النارية 2004 هو سباق دراجات نارية أقيم بتاريخ 4 يوليو 2004 في حلبة نيلسون بيكيه الدولية. كان الجولة السابعة من أصل 16 في سباق الجائزة الكبرى للدراجات النارية موسم 2004. فاز ماكوتو تامادا بفئة الموتو جي بي بينما جاء ماكس بياجي في المركز الثاني وحصل على المركز الثالث نيكي هايدن.

## وصلات خارجية
- الموقع الرسمي